# Résolution 550 du Conseil de sécurité des Nations unies
La résolution 550 du Conseil de sécurité des Nations unies est adoptée le 11 mai 1984, après avoir entendu les représentations de la république de Chypre et réaffirmé les résolutions 365 (1974), 367 (1975), 541 (1983) et 544 (1983). Le conseil condamne les activités sécessionnistes illégales dans la partie occupée de la république de Chypre par la Turquie, en violation des résolutions précédentes.
Le conseil demande ensuite aux autres États membres de ne pas reconnaître la soi-disant république turque de Chypre du Nord (RTCN), condamnant l'échange d'ambassadeurs entre la Turquie et Chypre du Nord, et considère que toutes les tentatives d'interférence avec la Force des Nations unies chargée du maintien de la paix à Chypre sont contraires aux résolutions du Conseil de sécurité. La résolution déclare également qu'elle « considère que les tentatives de coloniser une partie de Varosha par des personnes autres que ses habitants sont inadmissibles et appelle au transfert de cette zone à l'administration des Nations unies ». Enfin, la résolution appelle également le Secrétaire général à promouvoir la mise en œuvre de la résolution actuelle.
La résolution est adoptée par 13 voix pour, une contre (Pakistan) et une abstention des États-Unis.

## Affaires judiciaires pertinentes
Le droit international ne contient aucune interdiction des déclarations d'indépendance, et la reconnaissance d'un pays est une question politique.

### Cours internationales
- Le 22 juillet 2010, la Cour internationale de justice (CIJ) déclare dans son avis consultatif sur la déclaration d'indépendance du Kosovo en 2010 que « le Conseil de sécurité a, à titre exceptionnel, qualifié d'illégale la  déclaration d'indépendance de la RTCN parce qu'elle était ou aurait été liée à un recours illicite à la force » et que « le droit international général ne contient aucune interdiction applicable des déclarations d'indépendance »[3].

L'arrêt de la CIJ est censé renforcer les demandes de reconnaissance par Chypre du Nord (RTCN),. La décision de la CIJ est également considérée comme ouvrant plus d'options potentielles pour que la RTCN obtienne une légitimité internationale.
- Le 2 juillet 2013, la Cour européenne des droits de l'homme (CEDH) décide que « ...nonobstant le manque de reconnaissance internationale du régime dans la zone nord, une reconnaissance de facto de ses actes peut être rendue nécessaire pour des raisons pratiques. Ainsi, l'adoption par les autorités de la RTCN de mesures de droit civil, administratif ou pénal, et leur application ou exécution dans ce territoire, peuvent être considérées comme ayant une base légale en droit interne aux fins de la Convention »[7].

- Le 2 septembre 2015, la Cour européenne des droits de l'homme (CEDH) décide que « ...le système judiciaire mis en place dans la RTCN devait être considéré comme ayant été « établi par la loi » en référence à la « base constitutionnelle et juridique » sur laquelle il opérait, et elle n'a pas accepté l'allégation selon laquelle les tribunaux de la RTCN dans leur ensemble manquaient d'indépendance et/ou d'impartialité »[8].

### Cours des pays
- Le 9 octobre 2014, la Cour fédérale des États-Unis déclare que « la RTCN prétendument fonctionne comme une république démocratique avec un président, un premier ministre, une législature et un système judiciaire »[9],[10],[11].

- Le 3 février 2017, la Haute Cour du Royaume-Uni déclare « qu'il n'y avait aucune obligation en droit du Royaume-Uni pour le gouvernement de s'abstenir de reconnaître la RTCN. Les Nations unies elles-mêmes collaborent avec les agences chargées de l'application de la loi de la RTCN et facilitent la coopération entre les deux parties de l'île »[12] et a révélé que la coopération entre la police du Royaume-Uni et les agences de droit de la RTCN est légale.